# Coupe des clubs champions européens de handball 1975-1976
Navigation
Coupe des clubs champions 1974-1975 Coupe des clubs champions 1976-1977
La Coupe des clubs champions européens masculine de handball 1975-1976 est la 16e édition de la compétition. Organisée par l'IHF, elle met aux prises 22 équipes européennes. À noter que cette saison est également marquée par la 1re édition de la Coupe d'Europe des vainqueurs de coupe.
Le vainqueur est le club yougoslave du RK Borac Banja Luka qui remporte son premier sacre européen.

## Participants
| Huitièmes de finale | Huitièmes de finale | Huitièmes de finale | Huitièmes de finale | Huitièmes de finale | Huitièmes de finale | Huitièmes de finale | Huitièmes de finale | Huitièmes de finale | Huitièmes de finale | Huitièmes de finale | Huitièmes de finale | Huitièmes de finale | Huitièmes de finale | Huitièmes de finale | Huitièmes de finale | Huitièmes de finale | Huitièmes de finale | Huitièmes de finale | Huitièmes de finale | Huitièmes de finale | Huitièmes de finale | Huitièmes de finale | Huitièmes de finale | Huitièmes de finale | Huitièmes de finale | Huitièmes de finale | Huitièmes de finale | Huitièmes de finale | Huitièmes de finale |
| --- | --- | --- | --- | --- | --- | --- | --- | --- | --- | --- | --- | --- | --- | --- | --- | --- | --- | --- | --- | --- | --- | --- | --- | --- | --- | --- | --- | --- | --- |
| - VfL Gummersbach : Championnat d'Allemagne - Sportist Kremikovtsi : Champion de Bulgarie - KFUM Fredericia : Champion du Danemark - Sparta Helsinki : Champion de Finlande - SMUC Marseille : Champion de France 1975                                             | - VfL Gummersbach : Championnat d'Allemagne - Sportist Kremikovtsi : Champion de Bulgarie - KFUM Fredericia : Champion du Danemark - Sparta Helsinki : Champion de Finlande - SMUC Marseille : Champion de France 1975                                             | - VfL Gummersbach : Championnat d'Allemagne - Sportist Kremikovtsi : Champion de Bulgarie - KFUM Fredericia : Champion du Danemark - Sparta Helsinki : Champion de Finlande - SMUC Marseille : Champion de France 1975                                             | - VfL Gummersbach : Championnat d'Allemagne - Sportist Kremikovtsi : Champion de Bulgarie - KFUM Fredericia : Champion du Danemark - Sparta Helsinki : Champion de Finlande - SMUC Marseille : Champion de France 1975                                             | - VfL Gummersbach : Championnat d'Allemagne - Sportist Kremikovtsi : Champion de Bulgarie - KFUM Fredericia : Champion du Danemark - Sparta Helsinki : Champion de Finlande - SMUC Marseille : Champion de France 1975                                             | - VfL Gummersbach : Championnat d'Allemagne - Sportist Kremikovtsi : Champion de Bulgarie - KFUM Fredericia : Champion du Danemark - Sparta Helsinki : Champion de Finlande - SMUC Marseille : Champion de France 1975                                             | - VfL Gummersbach : Championnat d'Allemagne - Sportist Kremikovtsi : Champion de Bulgarie - KFUM Fredericia : Champion du Danemark - Sparta Helsinki : Champion de Finlande - SMUC Marseille : Champion de France 1975                                             | - VfL Gummersbach : Championnat d'Allemagne - Sportist Kremikovtsi : Champion de Bulgarie - KFUM Fredericia : Champion du Danemark - Sparta Helsinki : Champion de Finlande - SMUC Marseille : Champion de France 1975                                             | - VfL Gummersbach : Championnat d'Allemagne - Sportist Kremikovtsi : Champion de Bulgarie - KFUM Fredericia : Champion du Danemark - Sparta Helsinki : Champion de Finlande - SMUC Marseille : Champion de France 1975                                             | - VfL Gummersbach : Championnat d'Allemagne - Sportist Kremikovtsi : Champion de Bulgarie - KFUM Fredericia : Champion du Danemark - Sparta Helsinki : Champion de Finlande - SMUC Marseille : Champion de France 1975                                             | - VfL Gummersbach : Championnat d'Allemagne - Sportist Kremikovtsi : Champion de Bulgarie - KFUM Fredericia : Champion du Danemark - Sparta Helsinki : Champion de Finlande - SMUC Marseille : Champion de France 1975                                             | - VfL Gummersbach : Championnat d'Allemagne - Sportist Kremikovtsi : Champion de Bulgarie - KFUM Fredericia : Champion du Danemark - Sparta Helsinki : Champion de Finlande - SMUC Marseille : Champion de France 1975                                             | - VfL Gummersbach : Championnat d'Allemagne - Sportist Kremikovtsi : Champion de Bulgarie - KFUM Fredericia : Champion du Danemark - Sparta Helsinki : Champion de Finlande - SMUC Marseille : Champion de France 1975                                             | - VfL Gummersbach : Championnat d'Allemagne - Sportist Kremikovtsi : Champion de Bulgarie - KFUM Fredericia : Champion du Danemark - Sparta Helsinki : Champion de Finlande - SMUC Marseille : Champion de France 1975                                             | - VfL Gummersbach : Championnat d'Allemagne - Sportist Kremikovtsi : Champion de Bulgarie - KFUM Fredericia : Champion du Danemark - Sparta Helsinki : Champion de Finlande - SMUC Marseille : Champion de France 1975                                             | - Vikingur Reykjavik : Champion d'Islande - WKS Śląsk Wrocław : Champion de Pologne - HK Drott Halmstad : Champion de Suède - Étoile rouge de Bratislava : Champion de Tchécoslovaquie - RK Borac Banja Luka : Champion de Yougoslavie                       | - Vikingur Reykjavik : Champion d'Islande - WKS Śląsk Wrocław : Champion de Pologne - HK Drott Halmstad : Champion de Suède - Étoile rouge de Bratislava : Champion de Tchécoslovaquie - RK Borac Banja Luka : Champion de Yougoslavie                       | - Vikingur Reykjavik : Champion d'Islande - WKS Śląsk Wrocław : Champion de Pologne - HK Drott Halmstad : Champion de Suède - Étoile rouge de Bratislava : Champion de Tchécoslovaquie - RK Borac Banja Luka : Champion de Yougoslavie                       | - Vikingur Reykjavik : Champion d'Islande - WKS Śląsk Wrocław : Champion de Pologne - HK Drott Halmstad : Champion de Suède - Étoile rouge de Bratislava : Champion de Tchécoslovaquie - RK Borac Banja Luka : Champion de Yougoslavie                       | - Vikingur Reykjavik : Champion d'Islande - WKS Śląsk Wrocław : Champion de Pologne - HK Drott Halmstad : Champion de Suède - Étoile rouge de Bratislava : Champion de Tchécoslovaquie - RK Borac Banja Luka : Champion de Yougoslavie                       | - Vikingur Reykjavik : Champion d'Islande - WKS Śląsk Wrocław : Champion de Pologne - HK Drott Halmstad : Champion de Suède - Étoile rouge de Bratislava : Champion de Tchécoslovaquie - RK Borac Banja Luka : Champion de Yougoslavie                       | - Vikingur Reykjavik : Champion d'Islande - WKS Śląsk Wrocław : Champion de Pologne - HK Drott Halmstad : Champion de Suède - Étoile rouge de Bratislava : Champion de Tchécoslovaquie - RK Borac Banja Luka : Champion de Yougoslavie                       | - Vikingur Reykjavik : Champion d'Islande - WKS Śląsk Wrocław : Champion de Pologne - HK Drott Halmstad : Champion de Suède - Étoile rouge de Bratislava : Champion de Tchécoslovaquie - RK Borac Banja Luka : Champion de Yougoslavie                       | - Vikingur Reykjavik : Champion d'Islande - WKS Śląsk Wrocław : Champion de Pologne - HK Drott Halmstad : Champion de Suède - Étoile rouge de Bratislava : Champion de Tchécoslovaquie - RK Borac Banja Luka : Champion de Yougoslavie                       | - Vikingur Reykjavik : Champion d'Islande - WKS Śląsk Wrocław : Champion de Pologne - HK Drott Halmstad : Champion de Suède - Étoile rouge de Bratislava : Champion de Tchécoslovaquie - RK Borac Banja Luka : Champion de Yougoslavie                       | - Vikingur Reykjavik : Champion d'Islande - WKS Śląsk Wrocław : Champion de Pologne - HK Drott Halmstad : Champion de Suède - Étoile rouge de Bratislava : Champion de Tchécoslovaquie - RK Borac Banja Luka : Champion de Yougoslavie                       | - Vikingur Reykjavik : Champion d'Islande - WKS Śląsk Wrocław : Champion de Pologne - HK Drott Halmstad : Champion de Suède - Étoile rouge de Bratislava : Champion de Tchécoslovaquie - RK Borac Banja Luka : Champion de Yougoslavie                       | - Vikingur Reykjavik : Champion d'Islande - WKS Śląsk Wrocław : Champion de Pologne - HK Drott Halmstad : Champion de Suède - Étoile rouge de Bratislava : Champion de Tchécoslovaquie - RK Borac Banja Luka : Champion de Yougoslavie                       | - Vikingur Reykjavik : Champion d'Islande - WKS Śląsk Wrocław : Champion de Pologne - HK Drott Halmstad : Champion de Suède - Étoile rouge de Bratislava : Champion de Tchécoslovaquie - RK Borac Banja Luka : Champion de Yougoslavie                       | - Vikingur Reykjavik : Champion d'Islande - WKS Śląsk Wrocław : Champion de Pologne - HK Drott Halmstad : Champion de Suède - Étoile rouge de Bratislava : Champion de Tchécoslovaquie - RK Borac Banja Luka : Champion de Yougoslavie                       |
| Tour préliminaire | | | | | | | | | | | | | | | | | | | | | | | | | | | | | |
| - HC Birkenhead : Champion de Grande-Bretagne - HC Union Krems : Champion d'Autriche - KV Sasja HC Hoboken : Champion de Belgique 1975 - CB Calpisa Alicante : Champion d'Espagne - Kyndil Torshavn : Champion des Îles Féroé - Hapoël Rehovot : Champion d'Israël | - HC Birkenhead : Champion de Grande-Bretagne - HC Union Krems : Champion d'Autriche - KV Sasja HC Hoboken : Champion de Belgique 1975 - CB Calpisa Alicante : Champion d'Espagne - Kyndil Torshavn : Champion des Îles Féroé - Hapoël Rehovot : Champion d'Israël | - HC Birkenhead : Champion de Grande-Bretagne - HC Union Krems : Champion d'Autriche - KV Sasja HC Hoboken : Champion de Belgique 1975 - CB Calpisa Alicante : Champion d'Espagne - Kyndil Torshavn : Champion des Îles Féroé - Hapoël Rehovot : Champion d'Israël | - HC Birkenhead : Champion de Grande-Bretagne - HC Union Krems : Champion d'Autriche - KV Sasja HC Hoboken : Champion de Belgique 1975 - CB Calpisa Alicante : Champion d'Espagne - Kyndil Torshavn : Champion des Îles Féroé - Hapoël Rehovot : Champion d'Israël | - HC Birkenhead : Champion de Grande-Bretagne - HC Union Krems : Champion d'Autriche - KV Sasja HC Hoboken : Champion de Belgique 1975 - CB Calpisa Alicante : Champion d'Espagne - Kyndil Torshavn : Champion des Îles Féroé - Hapoël Rehovot : Champion d'Israël | - HC Birkenhead : Champion de Grande-Bretagne - HC Union Krems : Champion d'Autriche - KV Sasja HC Hoboken : Champion de Belgique 1975 - CB Calpisa Alicante : Champion d'Espagne - Kyndil Torshavn : Champion des Îles Féroé - Hapoël Rehovot : Champion d'Israël | - HC Birkenhead : Champion de Grande-Bretagne - HC Union Krems : Champion d'Autriche - KV Sasja HC Hoboken : Champion de Belgique 1975 - CB Calpisa Alicante : Champion d'Espagne - Kyndil Torshavn : Champion des Îles Féroé - Hapoël Rehovot : Champion d'Israël | - HC Birkenhead : Champion de Grande-Bretagne - HC Union Krems : Champion d'Autriche - KV Sasja HC Hoboken : Champion de Belgique 1975 - CB Calpisa Alicante : Champion d'Espagne - Kyndil Torshavn : Champion des Îles Féroé - Hapoël Rehovot : Champion d'Israël | - HC Birkenhead : Champion de Grande-Bretagne - HC Union Krems : Champion d'Autriche - KV Sasja HC Hoboken : Champion de Belgique 1975 - CB Calpisa Alicante : Champion d'Espagne - Kyndil Torshavn : Champion des Îles Féroé - Hapoël Rehovot : Champion d'Israël | - HC Birkenhead : Champion de Grande-Bretagne - HC Union Krems : Champion d'Autriche - KV Sasja HC Hoboken : Champion de Belgique 1975 - CB Calpisa Alicante : Champion d'Espagne - Kyndil Torshavn : Champion des Îles Féroé - Hapoël Rehovot : Champion d'Israël | - HC Birkenhead : Champion de Grande-Bretagne - HC Union Krems : Champion d'Autriche - KV Sasja HC Hoboken : Champion de Belgique 1975 - CB Calpisa Alicante : Champion d'Espagne - Kyndil Torshavn : Champion des Îles Féroé - Hapoël Rehovot : Champion d'Israël | - HC Birkenhead : Champion de Grande-Bretagne - HC Union Krems : Champion d'Autriche - KV Sasja HC Hoboken : Champion de Belgique 1975 - CB Calpisa Alicante : Champion d'Espagne - Kyndil Torshavn : Champion des Îles Féroé - Hapoël Rehovot : Champion d'Israël | - HC Birkenhead : Champion de Grande-Bretagne - HC Union Krems : Champion d'Autriche - KV Sasja HC Hoboken : Champion de Belgique 1975 - CB Calpisa Alicante : Champion d'Espagne - Kyndil Torshavn : Champion des Îles Féroé - Hapoël Rehovot : Champion d'Israël | - HC Birkenhead : Champion de Grande-Bretagne - HC Union Krems : Champion d'Autriche - KV Sasja HC Hoboken : Champion de Belgique 1975 - CB Calpisa Alicante : Champion d'Espagne - Kyndil Torshavn : Champion des Îles Féroé - Hapoël Rehovot : Champion d'Israël | - HC Birkenhead : Champion de Grande-Bretagne - HC Union Krems : Champion d'Autriche - KV Sasja HC Hoboken : Champion de Belgique 1975 - CB Calpisa Alicante : Champion d'Espagne - Kyndil Torshavn : Champion des Îles Féroé - Hapoël Rehovot : Champion d'Israël | - Volani Rovereto : Champion d'Italie - HB Eschois Fola : Champion du Luxembourg - IK Fredensborg Oslo : Champion de Norvège - HV Sittardia : Champion des Pays-Bas - Benfica Lisbonne : Champion du Portugal - Grasshopper Club Zurich : Champion de Suisse | - Volani Rovereto : Champion d'Italie - HB Eschois Fola : Champion du Luxembourg - IK Fredensborg Oslo : Champion de Norvège - HV Sittardia : Champion des Pays-Bas - Benfica Lisbonne : Champion du Portugal - Grasshopper Club Zurich : Champion de Suisse | - Volani Rovereto : Champion d'Italie - HB Eschois Fola : Champion du Luxembourg - IK Fredensborg Oslo : Champion de Norvège - HV Sittardia : Champion des Pays-Bas - Benfica Lisbonne : Champion du Portugal - Grasshopper Club Zurich : Champion de Suisse | - Volani Rovereto : Champion d'Italie - HB Eschois Fola : Champion du Luxembourg - IK Fredensborg Oslo : Champion de Norvège - HV Sittardia : Champion des Pays-Bas - Benfica Lisbonne : Champion du Portugal - Grasshopper Club Zurich : Champion de Suisse | - Volani Rovereto : Champion d'Italie - HB Eschois Fola : Champion du Luxembourg - IK Fredensborg Oslo : Champion de Norvège - HV Sittardia : Champion des Pays-Bas - Benfica Lisbonne : Champion du Portugal - Grasshopper Club Zurich : Champion de Suisse | - Volani Rovereto : Champion d'Italie - HB Eschois Fola : Champion du Luxembourg - IK Fredensborg Oslo : Champion de Norvège - HV Sittardia : Champion des Pays-Bas - Benfica Lisbonne : Champion du Portugal - Grasshopper Club Zurich : Champion de Suisse | - Volani Rovereto : Champion d'Italie - HB Eschois Fola : Champion du Luxembourg - IK Fredensborg Oslo : Champion de Norvège - HV Sittardia : Champion des Pays-Bas - Benfica Lisbonne : Champion du Portugal - Grasshopper Club Zurich : Champion de Suisse | - Volani Rovereto : Champion d'Italie - HB Eschois Fola : Champion du Luxembourg - IK Fredensborg Oslo : Champion de Norvège - HV Sittardia : Champion des Pays-Bas - Benfica Lisbonne : Champion du Portugal - Grasshopper Club Zurich : Champion de Suisse | - Volani Rovereto : Champion d'Italie - HB Eschois Fola : Champion du Luxembourg - IK Fredensborg Oslo : Champion de Norvège - HV Sittardia : Champion des Pays-Bas - Benfica Lisbonne : Champion du Portugal - Grasshopper Club Zurich : Champion de Suisse | - Volani Rovereto : Champion d'Italie - HB Eschois Fola : Champion du Luxembourg - IK Fredensborg Oslo : Champion de Norvège - HV Sittardia : Champion des Pays-Bas - Benfica Lisbonne : Champion du Portugal - Grasshopper Club Zurich : Champion de Suisse | - Volani Rovereto : Champion d'Italie - HB Eschois Fola : Champion du Luxembourg - IK Fredensborg Oslo : Champion de Norvège - HV Sittardia : Champion des Pays-Bas - Benfica Lisbonne : Champion du Portugal - Grasshopper Club Zurich : Champion de Suisse | - Volani Rovereto : Champion d'Italie - HB Eschois Fola : Champion du Luxembourg - IK Fredensborg Oslo : Champion de Norvège - HV Sittardia : Champion des Pays-Bas - Benfica Lisbonne : Champion du Portugal - Grasshopper Club Zurich : Champion de Suisse | - Volani Rovereto : Champion d'Italie - HB Eschois Fola : Champion du Luxembourg - IK Fredensborg Oslo : Champion de Norvège - HV Sittardia : Champion des Pays-Bas - Benfica Lisbonne : Champion du Portugal - Grasshopper Club Zurich : Champion de Suisse | - Volani Rovereto : Champion d'Italie - HB Eschois Fola : Champion du Luxembourg - IK Fredensborg Oslo : Champion de Norvège - HV Sittardia : Champion des Pays-Bas - Benfica Lisbonne : Champion du Portugal - Grasshopper Club Zurich : Champion de Suisse | - Volani Rovereto : Champion d'Italie - HB Eschois Fola : Champion du Luxembourg - IK Fredensborg Oslo : Champion de Norvège - HV Sittardia : Champion des Pays-Bas - Benfica Lisbonne : Champion du Portugal - Grasshopper Club Zurich : Champion de Suisse |

À noter, l'absence des champions d'Allemagne de l'Est (ASK Vorwärts Francfort/Oder, également tenant du titre), de Hongrie (Debreceni VSC), de Roumanie (Steaua Bucarest) et d'URSS (MAI Moscou) pour cause d'année de préparation pour les Jeux olympiques 1976.

## Premiers tours

### Tour préliminaire
Les résultats du tour préliminaire sont :
| Équipe              | Aller   | Total   | Retour  | Équipe              |
| ------------------- | ------- | ------- | ------- | ------------------- |
| Benfica Lisbonne    | 0 – 10  | 0 – 201 | 0 – 10  | CB Calpisa Alicante |
| Volani Rovereto     | 10 – 9  | 19 – 22 | 8 – 13  | Hapoël Rehovot      |
| HV Sittardia        | 16 – 10 | 31 – 23 | 15 – 13 | HB Eschois Fola     |
| IK Fredensborg Oslo | 22 – 7  | 43 – 19 | 22 – 11 | Kyndil Torshavn     |
| HC Birkenhead       | 7 – 18  | 17 – 47 | 10 – 29 | KV Sasja HC Hoboken |
| HC Union Krems      | 16 – 16 | 27 – 35 | 11 – 19 | Grasshoppers Zürich |

¹ Note : Benfica Lisbonne déclare forfait donc CB Calpisa Alicante est vainqueur du match.

### Huitièmes de finale
Les résultats des huitièmes de finale sont, :
| Équipe               | Aller   | Total   | Retour  | Équipe                     |
| -------------------- | ------- | ------- | ------- | -------------------------- |
| RK Borac Banja Luka  | 27 – 14 | 53 – 36 | 26 – 22 | Étoile rouge de Bratislava |
| CB Calpisa Alicante  | 21 – 14 | 45 – 26 | 24 – 12 | Hapoël Rehovot             |
| Vikingur Reykjavik   | 16 – 19 | 28 – 40 | 12 – 21 | VfL Gummersbach            |
| WKS Śląsk Wrocław    | 23 – 13 | 40 – 30 | 17 – 17 | HV Sittardia               |
| Sportist Kremikovtsi | 26 – 21 | 36 – 34 | 10 – 13 | Grasshoppers Zürich        |
| HK Drott Halmstad    | 16 – 16 | 34 – 35 | 18 – 19 | IK Fredensborg Oslo        |
| Sparta Helsinki      | 21 –06  | 36 – 22 | 15 – 16 | KV Sasja HC Hoboken        |
| SMUC Marseille       | 18 – 20 | 30 – 37 | 12 – 17 | KFUM Fredericia            |

## Phase finale
| \| Kremikovtsi Oslo Fredericia Alicante Wrocław Gummersbach Banja Luka Helsinki \| Localisation des équipes en phase finale. |
| Kremikovtsi Oslo Fredericia Alicante Wrocław Gummersbach Banja Luka Helsinki                                                 |

|  | Quarts de finale     | Quarts de finale     | Quarts de finale    | Quarts de finale    |                     |                     | Demi-finales | Demi-finales | Demi-finales | Demi-finales |  |  | Finale                     | Finale | Finale | Finale |
|  |                      |                      |                     |                     |                     |                     |              |              |              |              |  |  |                            |        |        |        |
|  |                      |                      |                     |                     |                     |                     |              |              |              |              |  |  | 11 avril 1976 - Banja Luka |        |        |        |
|  |                      |                      |                     |                     |                     |                     |              |              |              |              |  |  |                            |        |        |        |
|  | WKS Śląsk Wrocław    | WKS Śląsk Wrocław    | 22                  | 11                  |                     |                     |              |              |              |              |  |  |                            |        |        |        |
|  | WKS Śląsk Wrocław    | WKS Śląsk Wrocław    | 22                  | 11                  |                     |                     |              |              |              |              |  |  |                            |        |        |        |
|  | VfL Gummersbach      | VfL Gummersbach      | 15                  | 20                  |                     |                     |              |              |              |              |  |  |                            |        |        |        |
|  | VfL Gummersbach      | VfL Gummersbach      | 15                  | 20                  | VfL Gummersbach     | VfL Gummersbach     | 16           | 13           |              |              |  |  |                            |        |        |        |
|  |                      |                      |                     |                     | VfL Gummersbach     | VfL Gummersbach     | 16           | 13           |              |              |  |  |                            |        |        |        |
|  |                      |                      | RK Borac Banja Luka | RK Borac Banja Luka | 16                  | 15                  |              |              |              |              |  |  |                            |        |        |        |
|  | RK Borac Banja Luka  | RK Borac Banja Luka  | RK Borac Banja Luka | RK Borac Banja Luka | 16                  | 15                  | 28           | 13           |              |              |  |  |                            |        |        |        |
|  | RK Borac Banja Luka  | RK Borac Banja Luka  |                     |                     |                     |                     |              | 13           |              |              |  |  |                            |        |        |        |
|  | CB Calpisa Alicante  | CB Calpisa Alicante  | 21                  | 13                  |                     |                     |              |              |              |              |  |  |                            |        |        |        |
|  | CB Calpisa Alicante  | CB Calpisa Alicante  | 21                  | 13                  | RK Borac Banja Luka | RK Borac Banja Luka | 17           | 17           |              |              |  |  |                            |        |        |        |
|  |                      |                      |                     |                     | RK Borac Banja Luka | RK Borac Banja Luka | 17           | 17           |              |              |  |  |                            |        |        |        |
|  |                      |                      | KFUM Fredericia     | KFUM Fredericia     | 15                  | 15                  |              |              |              |              |  |  |                            |        |        |        |
|  | IK Fredensborg Oslo  | IK Fredensborg Oslo  | KFUM Fredericia     | KFUM Fredericia     | 15                  | 15                  | 20           | 14           |              |              |  |  |                            |        |        |        |
|  | IK Fredensborg Oslo  | IK Fredensborg Oslo  |                     |                     |                     |                     |              |              |              |              |  |  |                            |        |        |        |
|  | Sparta Helsinki      | Sparta Helsinki      | 14                  | 19                  |                     |                     |              |              |              |              |  |  |                            |        |        |        |
|  | Sparta Helsinki      | Sparta Helsinki      | 14                  | 19                  | KFUM Fredericia     | KFUM Fredericia     | 21           | 22           |              |              |  |  |                            |        |        |        |
|  |                      |                      |                     |                     | KFUM Fredericia     | KFUM Fredericia     | 21           | 22           |              |              |  |  |                            |        |        |        |
|  |                      |                      | IK Fredensborg Oslo | IK Fredensborg Oslo | 16                  | 17                  |              |              |              |              |  |  |                            |        |        |        |
|  | KFUM Fredericia      | KFUM Fredericia      | IK Fredensborg Oslo | IK Fredensborg Oslo | 16                  | 17                  | 26           | 16           |              |              |  |  |                            |        |        |        |
|  | KFUM Fredericia      | KFUM Fredericia      |                     |                     |                     |                     |              | 16           |              |              |  |  |                            |        |        |        |
|  | Sportist Kremikovtsi | Sportist Kremikovtsi | 11                  | 20                  |                     |                     |              |              |              |              |  |  |                            |        |        |        |
|  | Sportist Kremikovtsi | Sportist Kremikovtsi | 11                  | 20                  |                     |                     |              |              |              |              |  |  |                            |        |        |        |
|  |                      |                      |                     |                     |                     |                     |              |              |              |              |  |  |                            |        |        |        |

### Quarts de finale
Les résultats des quarts de finale sont, :
| Équipe              | Aller   | Total   | Retour  | Équipe               |
| ------------------- | ------- | ------- | ------- | -------------------- |
| RK Borac Banja Luka | 28 – 21 | 41 – 34 | 13 – 13 | CB Calpisa Alicante  |
| WKS Śląsk Wrocław   | 22 – 15 | 33 – 35 | 11 – 20 | VfL Gummersbach      |
| IK Fredensborg Oslo | 20 – 14 | 34 – 33 | 14 – 19 | Sparta Helsinki      |
| KFUM Fredericia     | 26 – 11 | 42 – 31 | 16 – 20 | Sportist Kremikovtsi |

### Demi-finales
Les résultats des demi-finales sont, :
| Équipe          | Aller   | Total   | Retour  | Équipe              |
| --------------- | ------- | ------- | ------- | ------------------- |
| VfL Gummersbach | 16 – 16 | 29 – 31 | 13 – 15 | RK Borac Banja Luka |
| KFUM Fredericia | 21 – 16 | 43 – 33 | 22 – 17 | IK Fredensborg Oslo |

### Finale
La finale a été disputée sur une seule rencontre et l'équipe yougoslave du RK Borac Banja Luka, qui avait l'avantage de jouer à Belgrade, a triomphé du club danois du KFUM Fredericia. Menant 11-7 à la mi-temps, Banja Luka l'a finalement emporté par 17-15, effaçant du même coup son échec de la finale la saison précédente face à l'ASKV Francfort/Oder,, :
| Dimanche 11 avril 1976 | RK Borac Banja Luka | 17 – 15  | KFUM Fredericia | Dvorana Borik, Belgrade Affluence : 5 000 |
| Dimanche 11 avril 1976 | Zdravko Rađenović 6 | (11 – 7) | trois joueurs 3 | Dvorana Borik, Belgrade Affluence : 5 000 |

Les effectifs et les buteurs sont
- RK Borac Banja Luka : Abas Arslanagić, Zoran Ravlić (GB) – Boro Golić, Nebojša Popović 1, Miro Bjelić, Zdravko Rađenović 6, Milorad Karalić 2, Dobrivoje Selec 2, Momir Golić 2, Rade Unčanin 2, Nedeljko Vujinović 2, Slobodan Vukša. Entraîneur : Pero Janjić.
- KFUM Fredericia[6] : Mogens Jeppesen, Flemming Hansen (en) 3, Jørgen Heidemann, Anders Dahl-Nielsen 3, Heine Sørensen 1, René Jungland 1, Knud Aage Hansen, Søren Andersen 3, Poul Kjær Poulsen, Ole Madsen 2, Hans Jensen, Jesper Petersen 2. Entraîneur : Ole Vorm.

L'évolution du score est :
1re mi-temps
- 0-1 – F. Hansen
- 1-1 – Karalić
- 2-1 – Rađenović
- 2-2 – F. Hansen
- 3-2 – Popović
- 4-2 – Unčanin
- 4-3 – Petersen
- 5-3 – Rađenović
- 6-3 – Selec
- 7-3 – M. Golić
- 7-4 – Jungland
- 7-5 – Andersen
- 7-6 – Nilsen
- 8-6 – Selec
- 9-6 – Rađenović
- 10-6 – M. Golić
- 10-7 – Nilsen
- 11-7 – Rađenović

2e mi-temps
- 11-8 – Andersen
- 11-9 – Petersen
- 11-10 – Andersen
- 12-10 – Vujinović
- 13-10 – Rađenović
- 14-10 – Unčanin
- 14-11 – Nilsen
- 14-12 – Sørensen
- 15-12 – Karalić
- 15-13 – Madsen
- 16-13 – Rađenović
- 16-14 – Madsen
- 16-15 – F. Hansen
- 17-15 – Vujinović

## Le champion d'Europe
| Champion d'Europe - Coupe des clubs champions 1975-1976 RK Borac Banja Luka 1er titre |

L'effectif du Borac Banja Luka, entraîné par Pero Janjić, était, : Milorad Karalić, Zdravko Rađenović, Nedeljko Vujinović, Abas Arslanagić (GB), Dobrivoje Selec, Momir Golić, Boro Golić, Nebojša Popović, Miro Bjelić, Rade Unčanin, Slobodan Vukša, Zoran Ravlić (GB).